# Acalypha illustrata
Acalypha illustrata é uma espécie de flor do gênero Acalypha, pertencente à família Euphorbiaceae.